# 多罗土蛮把都儿黄台吉
多罗土蛮把都儿黄台吉（？—1587年），又作歹雅黄台吉、歹言黄台吉，16世纪蒙古右翼多伦土默特部領主，达延汗第四子阿尔苏博罗特之孙，不只吉儿台吉的长子。
驻牧在山西西北偏关外六七百里之土默川，拥兵万余人。隆庆五年（1571年），明朝和俺答汗达成封贡协议，明朝封他为指挥同知，与明朝互市于山西水泉营。他追随俺答汗。万历十四年（1586年），与瓦剌（西蒙古卫拉特）交兵。同年，与弟弟火落赤、养子我僧大（克臭台吉之子）等拥兵西行，借道甘肃永昌，想要进入青海攻掠当地藏族，途中和明军发生冲突，我僧大死于明军之手。万历十五年（1587年），再和火落赤、抄胡儿等入青海，掠夺藏族，明军把他们击败，中流矢而死。一说抢掠西番乌思藏途中，坠马而死。他的妻子扶柩东归，经过明朝边境，被明军袭击，部众抵抗，明蒙双方多有损伤。把都儿黄台吉有九个儿子，包括威正雅拜台吉、莲花台吉、哈探把都儿台吉、三兀台吉。